# Lijst van beelden in Maastricht
Deze lijst van beelden in Maastricht geeft een overzicht van alle driedimensionale kunstwerken in de openbare ruimte van de Nederlandse gemeente Maastricht. De term beeld wordt hier gebruikt als verzamelbegrip voor standbeelden, gedenktekens, beeldhouwwerken, reliëfs, installaties en andere uitingen van beeldhouwkunst. Grafmonumenten zijn in deze lijst niet inbegrepen. Voor de 250 Maastrichtse gevelstenen wordt een aparte lijst aangelegd. De lijst is in principe chronologisch. Klik op de pijltjes om de lijst te sorteren naar omschrijving, kunstenaar, plaats (wijk), straat of materiaal.
Voor een volledig overzicht van de beschikbare afbeeldingen zie: Beelden in Maastricht op Wikimedia Commons.
| Geplaatst                               | Omschrijving | Kunstenaar                                                     | Wijk/buurt                                                              | Straat                                                                                             | Materiaal                                   | Afbeelding                                  |
| --------------------------------------- | --- | -------------------------------------------------------------- | ----------------------------------------------------------------------- | -------------------------------------------------------------------------------------------------- | ------------------------------------------- | ------------------------------------------- |
| 1140-1150 (ca.)                         | Bouwsculptuur apsis en koortorens Sint-Servaasbasiliek (20 romaanse kapitelen; enkele zijn 19e-eeuwse kopieën) | Heimo-atelier (toeschrijving)                                  | Maastricht-Centrum (Binnenstad)                                         | Vrijthof                                                                                           | Franse kalksteen                            |                                             |
| 1140-1150 (ca.)                         | Gebeeldhouwd westportaal Sint-Servaasbasiliek met 2 romaanse kapitelen (mogelijk afkomstig van de oorspronkelijke Vrijthofportalen) | Heimo-atelier (onzeker)                                        | Maastricht-Centrum (Binnenstad)                                         | Sint Servaasklooster                                                                               | Franse kalksteen?                           |                                             |
| 1150 (ca.) (deels vernieuwd: 1888-1901) | Bouwsculptuur oostpartij Onze-Lieve-Vrouwebasiliek (38 romaanse kapitelen, waarvan 10 origineel; de rest 19e-eeuwse kopieën) | Heimo-atelier (toeschrijving); aangevuld door Pierre Cuypers   | Maastricht-Centrum (Binnenstad)                                         | Stokstraat                                                                                         | Franse kalksteen, Nivelsteiner zandsteen    |                                             |
| 1170-1215 (ca.)                         | Gebeeldhouwd Bergportaal van de Sint-Servaasbasiliek met laatromaanse en vroeggotische taferelen uit het leven van Maria en beelden van koningen, profeten en heiligen | Heimo-atelier (onzeker)                                        | Maastricht-Centrum (Binnenstad)                                         | Henric van Veldekeplein                                                                            | kalksteen, kalksinter                       |                                             |
| 1463 (ca.) (vernieuwd: 1884-87)         | Gebeeldhouwd noordportaal Sint-Servaasbasiliek met beelden van Christus als leraar en heiligen | onbekend (beelden vernieuwd door Pierre Cuypers)               | Maastricht-Centrum (Binnenstad)                                         | Keizer Karelplein                                                                                  | Limburgse mergel                            |                                             |
| 1500 (ca.) (vernieuwd: 1887)            | Gebeeldhouwd noordwestportaal Onze-Lieve-Vrouwebasiliek met heiligenbeelden | onbekend (beelden vernieuwd door Pierre Cuypers)               | Maastricht-Centrum (Binnenstad)                                         | Onze Lieve Vrouweplein                                                                             | Limburgse mergel                            |                                             |
| 1520-50 (ca.)                           | 3 reliëfs (2× de zuilen van Hercules en 1× het vereenvoudigde wapen van Karel V) in de tracering van de laatgotische vensters van het Spaans Gouvernement | onbekend                                                       | Maastricht-Centrum (Binnenstad)                                         | Vrijthof                                                                                           | Naamse steen?                               |                                             |
| 1550? (ca.)                             | Reliëfs (op de begane grond met wapenschilden) in de tracering van de laatgotische vensters van het Dinghuis | onbekend                                                       | Maastricht-Centrum (Binnenstad)                                         | Kleine Staat                                                                                       | Naamse steen?                               |                                             |
| 1600 (ca.; hier geplaatst in 1924)      | Sint-Lambertus | onbekend                                                       | Maastricht-Centrum (Binnenstad)                                         | Hondstraat/Bredestraat                                                                             |                                             |                                             |
| 1645, in 1776 herplaatst                | Stadsengel met wapen van Maastricht (bijnaam: "engel met de natte voeten") | onbekend                                                       | Maastricht-Centrum Wyck                                                 | Oeverwal (kademuur tegenover Brouwerij De Ridder)                                                  | hardsteen                                   |                                             |
| 1662                                    | Fronton met reliëf van stadsengel die wapenschild met vijfpuntige ster van Maastricht vasthoudt, omgeven door hoorns des overvloeds | onbekend                                                       | Maastricht-Centrum (Binnenstad)                                         | Markt (voorgevel stadhuis)                                                                         | zandsteen(?)                                |                                             |
| 1662                                    | Linker zijstuk attiek met reliëf van de Romeinse god Mars als symbool van weerbaarheid (van de vestingstad Maastricht) | onbekend                                                       | Maastricht-Centrum (Binnenstad)                                         | Markt (voorgevel stadhuis)                                                                         | zandsteen(?)                                |                                             |
| 1662                                    | Rechter zijstuk attiek met reliëf van Romeinse godin Minerva (oorlog en vrede, wijsheid, kunsten), hoofd van Medusa en uil als symbool van wijsheid | onbekend                                                       | Maastricht-Centrum (Binnenstad)                                         | Markt (voorgevel stadhuis)                                                                         | zandsteen(?)                                |                                             |
| 1662                                    | Fronton met reliëf van twee engelen die schild met jaartal omhooghouden | onbekend                                                       | Maastricht-Centrum (Binnenstad)                                         | Markt (achtergevel stadhuis)                                                                       | zandsteen(?)                                |                                             |
| Middeleeuwen                            | Maria met kind | onbekend                                                       | Maastricht-Centrum (Binnenstad)                                         | Sint Servaasklooster (Noviciaatshuis van het klooster van de Zusters Onder de Bogen)               |                                             |                                             |
| 1700 (ca.)                              | Reliëf van de Opstanding (gebeeldhouwd fronton) | onbekend                                                       | Maastricht-Centrum (Jekerkwartier)                                      | Ezelmarkt (Bonnefantenklooster)                                                                    | ?                                           |                                             |
| 1710                                    | Maria Moeder van Smarten | onbekend                                                       | Maastricht-Centrum (Kommelkwartier)                                     | Calvariestraat (voormalig klooster Calvariënberg)                                                  |                                             |                                             |
| 1714                                    | Reliëf van de ontvoering van Amphitrite door Poseidon | onbekend                                                       | Maastricht-Centrum (Binnenstad)                                         | Grote Gracht (Hof van Tilly)                                                                       | Limburgse mergel                            |                                             |
| 1738                                    | Fronton met twee engelen en jaarschild | onbekend                                                       | Maastricht-Centrum (Binnenstad)                                         | Markt (nr. 17)                                                                                     |                                             |                                             |
| 1750 (ca.)                              | Gebeeldhouwd fronton met landschap met palmbomen en rond tempeltje | onbekend                                                       | Maastricht-Centrum (Binnenstad)                                         | Bredestraat 17                                                                                     |                                             |                                             |
| 1770 (ca.)                              | Façade Dragonderwacht met diverse reliëfs, onder andere engel met stadswapen (in fronton) en wapentrofeeën (pilasters) | onbekend                                                       | Maastricht-Centrum (Binnenstad)                                         | Papenstraat/Sint Servaasklooster                                                                   | Naamse steen                                |                                             |
| 1800-1900 (ca.)                         | Fronton met reliëf van Poseidon | onbekend                                                       | Maastricht-Centrum (Boschstraatkwartier)                                | Van Hasseltkade (nrs. 14-15)                                                                       |                                             |                                             |
| 1805                                    | Fronton met allegorische voorstellingen landbouw en handel | onbekend                                                       | Maastricht-Centrum (Binnenstad)                                         | Vrijthof (Generaalshuis)                                                                           | ?                                           |                                             |
| 1815? (vóór 1900)                       | Fronton met Rijkswapen (oorspronkelijk zat hier het stadswapen van Maastricht) | onbekend                                                       | Maastricht-Centrum (Binnenstad)                                         | Vrijthof                                                                                           | ?                                           |                                             |
| 1827                                    | Wapen Koning Willem I, stadswapen (sluitstenen voormalige Sint Servaasbrug) | onbekend                                                       | Maastricht-Centrum (Wyck)                                               | Cörversplein (Sint Servaasbrug)                                                                    |                                             |                                             |
| 1855                                    | Fronton met Diana, godin van de jacht, zittend op een leeuw | onbekend                                                       | Maastricht-Oost (Nazareth)                                              | Mariënwaard (La Grande Suisse)                                                                     | stucwerk                                    |                                             |
| 1880 (ca.)                              | Sint Servaas | Atelier Cuypers-Stoltzenberg                                   | Maastricht-Zuidwest (Jekerdal)                                          | Cannerweg (Sint-Servaasbron)                                                                       | hout (gepolychromeerd)                      |                                             |
| 1882                                    | Calvariegroep | onbekend                                                       | Maastricht-Centrum (Boschstraatkwartier)                                | Boschstraat (Sint-Matthiaskerk)                                                                    | Limburgse mergel?                           |                                             |
| 1887                                    | Stadsengel | Frans van de Laar (met een gedicht van Victor de Stuers)       | Maastricht-Centrum (Jekerkwartier)                                      | Sint Pieterskade (Poort Waerachtig)                                                                |                                             |                                             |
| 1900 (ca.)                              | Neogotisch bouwsculptuur raam zuidtransept Sint-Servaasbasiliek met Boom van Jesse | onbekend                                                       | Maastricht-Centrum (Binnenstad)                                         | Het Vagevuur                                                                                       | Limburgse mergel                            |                                             |
| 1900 (ca.)                              | Maria met kind en Jozef(?) | onbekend                                                       | Maastricht                                                              | ?                                                                                                  | kalkzandsteen                               |                                             |
| 1903                                    | Plaquette Emile de Stuers | Alphonse de Stuers                                             | Maastricht-Centrum (Kommelkwartier)                                     | Kruisherengang                                                                                     |                                             |                                             |
| 1904 (onthulling 1 maart)               | Standbeeld Jan Pieter Minckelers | Bart van Hove                                                  | Maastricht-Centrum (Binnenstad)                                         | Markt/Boschstraat                                                                                  | brons                                       |                                             |
| 1906                                    | Drinkwaterfontein voor paarden | onbekend                                                       | Maastricht-Centrum (Boschstraatkwartier)                                | Boschstraat (bij Sint-Matthiaskerk)                                                                | brons                                       |                                             |
| 1913                                    | Maria Sterre der Zee (ter nagedachtenis aan het zilveren priesterfeest van Jos. Colaris) | Charles Vos                                                    | Maastricht-Oost (Limmel)                                                | Dolmansstraat (bij Johannes de Doperkerk)                                                          | hardsteen gepolychromeerd                   |                                             |
| 1914                                    | Leeuwen als schilddragers | Charles Vos & S.J. Tempelman                                   | Maastricht-Centrum (Wyck)                                               | Stationsplein (boven hoofdingang stationsgebouw)                                                   | Beiers graniet                              |                                             |
| 1915                                    | Façade met onder andere Rijkswapen, Maastrichtse stadsster, postduiven en twee adelaars | Joop van Lunteren                                              | Maastricht-Centrum (Binnenstad)                                         | Vrijthof                                                                                           | zandsteen                                   |                                             |
| 1919                                    | Heilig Hartbeeld | Joseph Cuypers                                                 | Maastricht-West                                                         | Tongerseweg, Algemene Begraafplaats Tongerseweg                                                    |                                             |                                             |
| 1921                                    | Grauwzuster | Frans van de Laar                                              | Maastricht-Centrum (Jekerkwartier)                                      | De Bosquetplein (Natuurhistorisch Museum Maastricht)                                               |                                             |                                             |
| 1926                                    | Gedenkteken Franse vluchtelingen | Huib Luns & Charles Vos                                        | Maastricht-Centrum (Jekerkwartier-Villapark)                            | Nieuwenhofstraat/Sint Pieterstraat                                                                 |                                             |                                             |
| 1927 (plaquette uit 1951)               | Heilig Hartbeeld | Atelier J.W. Ramakers en Zonen                                 | Maastricht-Noordoost (Borgharen)                                        | Schoolstraat / Kerkstraat                                                                          | Natuursteen                                 |                                             |
| 1928                                    | Engelbewaarder met kind | Charles Vos                                                    | Maastricht-Zuidwest (Villapark-Sint Pieter)                             | Bergweg 50                                                                                         | chamotte                                    |                                             |
| 1931 (1955 tegen deze gevel geplaatst)  | Sint Hubertus | Charles Vos                                                    | Maastricht-Centrum (Kommelkwartier)                                     | Hertogsingel 51A                                                                                   | klei, gebakken en geglazuurd                |                                             |
| 1932 (sinds 1970 op de huidige plek)    | Reliëfs voormalige Wilhelminabrug (gesloopt in 1959), "Intocht van de Romeinen", "intocht van Sint Servaas", "inval van de Noormannen", "Hendrik I geeft toestemming voor versterking stadswallen", "ondertekening van de Alde Caerte", "intocht Koning Willem I in 1815" | Hendrik van den Eijnde                                         | Maastricht-Centrum (Wyck)                                               | Kleine Griend                                                                                      | steen                                       |                                             |
| 1932                                    | Sint-Petrus | Charles Vos                                                    | Maastricht-Zuidwest (Villapark-Sint Pieter)                             | Pastoor Kribsweg (voorm. Rooms Katholieke Lagere School voor jongens)                              | Limburgse mergel                            |                                             |
| 1933                                    | Arbeid en Familieleven | Charles Vos                                                    | Maastricht-Centrum (Binnenstad)                                         | Bouillonstraat (Oud Gouvernement)                                                                  |                                             |                                             |
| 1933                                    | Intellect, Arbeid en Landbouw | Charles Vos                                                    | Maastricht-Centrum (Binnenstad)                                         | Lenculenstraat (Oud Gouvernement)                                                                  |                                             |                                             |
| 1933                                    | Heilige Michaël | Wim van Hoorn                                                  | Maastricht-Zuidoost (Heugem)                                            | Heugemer Pastoorstraat (vm. Sint-Michaëlschool)                                                    |                                             |                                             |
| 1934                                    | Ursulinen met kinderen / Sint Angela de Merici | Charles Vos                                                    | Maastricht-Centrum (Statenkwartier)                                     | Capucijnenstraat                                                                                   | Franse kalksteen                            |                                             |
| 1934                                    | Hendrik van Veldeke | Charles Vos                                                    | Maastricht-Centrum (Binnenstad)                                         | Henric van Veldekeplein                                                                            | brons                                       |                                             |
| 1934                                    | Sint-Servaasfontein | Charles Vos                                                    | Maastricht-Centrum (Binnenstad)                                         | Keizer Karelplein                                                                                  |                                             |                                             |
| 1934                                    | Sint Servaas | Charles Vos                                                    | Maastricht-Centrum (Binnenstad-Wyck)                                    | Maas (pijler Sint Servaasbrug)                                                                     | Belgisch graniet                            |                                             |
| 1934                                    | St. Monulphus, St. Lambertus en St. Gondulphus (verwoest?) | Charles Vos                                                    | Maastricht-Centrum (Binnenstad-Wyck)                                    | Maas (pijler Sint Servaasbrug)                                                                     | Belgisch graniet                            |                                             |
| 1935                                    | Heilig Hartbeeld (Bosscherweg) | Charles Vos                                                    | Maastricht-Noordwest (Boschpoort)                                       | Bosscherweg (bij Sint-Hubertuskerk)                                                                | Franse kalksteen                            |                                             |
| 1935                                    | Mr. E.O.J.M. baron van Hövell van Wezeveld en Westerflier | Charles Vos                                                    | Maastricht-Centrum (Binnenstad)                                         | Bouillonstraat (Oud Gouvernement)                                                                  |                                             |                                             |
| 1935                                    | Burg. L.B.J. van Oppen | Charles Vos                                                    | Maastricht-West (Mariaberg)                                             | Minister Goeman Borgesiusplantsoen                                                                 |                                             |                                             |
| 1935                                    | Burgemeester van Oppenbank | Charles Vos (met leerlingen Middelbare Kunstnijverheidsschool) | Maastricht-Zuidwest (Jekerdal)                                          | Waldeckpark                                                                                        | baksteen en brons                           |                                             |
| 1935                                    | Gerardus | Charles Vos                                                    | Maastricht-Centrum (Wyck)                                               | Wycker Grachtstraat (voorm. Sint-Gerarduskerk)                                                     | hardsteen                                   |                                             |
| 1937 (?)                                | Hermes geflankeerd door vrouw met kistje en man met hoorn des overvloeds | onbekend                                                       | Maastricht-Centrum (Binnenstad)                                         | Grote Gracht 84                                                                                    |                                             |                                             |
| 1938                                    | Heilig Hartbeeld (Heugem) | Wim van Hoorn                                                  | Maastricht-Zuidoost (Heugem)                                            | Sint Michaelsweg                                                                                   | Muschelkalksteen (beeld) en chamotte        |                                             |
| 1939                                    | Petrus Canisius | Charles Vos                                                    | Maastricht-Centrum (Jekerkwartier)                                      | Tongersestraat (voorm. Canisianum, thans UM)                                                       | Franse hardsteen                            |                                             |
| 1940?                                   | Kruisbeeld | Jean Weerts                                                    | Maastricht-Centrum (Statenkwartier)                                     | Achter de Barakken                                                                                 |                                             |                                             |
| 1942                                    | Madonna met kind | Sjef Eijmael                                                   | Maastricht-Centrum (Jekerkwartier)                                      | De Bosquetplein/Looiersgracht                                                                      |                                             |                                             |
| 1942                                    | Timpaan met Heilige Drie-eenheid, zondeval, verlossing, 4 profeten (Mozes, Jesaja, Jeremia en Daniël), Verlosser en 4 evangelisten (Marcus, Mattheus, Lucas en Johannes)                                                                                                  | Wim van Hoorn                                                  | Maastricht-West (Brusselsepoort)                                        | Koningin Emmaplein (Sint-Lambertuskerk)                                                            |                                             |                                             |
| 1943                                    | Onze Lieve Vrouwe Hulp der Christenen (bidweg Sterre der Zee) | Charles Vos                                                    | Maastricht-Centrum (Binnenstad)                                         | Bredestraat                                                                                        | klei, gebakken en geglazuurd                |                                             |
| 1945                                    | Onze Lieve Vrouwe Allerzuiverste Maagd (bidweg Sterre der Zee) | Charles Vos                                                    | Maastricht-Centrum (Binnenstad)                                         | Witmakersstraat/Kapoenstraat                                                                       | klei, gebakken en geglazuurd                |                                             |
| 1946                                    | Heilig Hartbeeld Itteren | Jean Weerts (originele houten beeld)                           | Maastricht-Noordoost (Itteren)                                          | Ruyterstraat                                                                                       | kunststeen                                  |                                             |
| 1946                                    | Portaal met reliëf Sint Maarten en de bedelaar | Wim Visser                                                     | Maastricht-Centrum (Wyck)                                               | Rechtstraat (Sint-Martinuskerk)                                                                    |                                             |                                             |
| 1946                                    | Maria met Kind | onbekend                                                       | Maastricht-Noordwest (Boschpoort)                                       | Henri du Montstraat                                                                                |                                             |                                             |
| 1946                                    | Onze Lieve Vrouw Allerheiligst Hart van Maria (bidweg Sterre der Zee) | Charles Vos                                                    | Maastricht-Centrum (Binnenstad)                                         | Onze Lieve Vrouweplein/Bredestraat                                                                 | hardsteen                                   |                                             |
| 1946                                    | Piëta (bidweg Sterre der Zee) | Charles Vos                                                    | Maastricht-Centrum (Binnenstad)                                         | Vrijthof/Bredestraat                                                                               | Maulbronner zandsteen                       |                                             |
| 1946                                    | Sint Bernardus | Jean Sondeijker                                                | Maastricht-Centrum (Binnenstad)                                         | Sint Bernardusstraat/Onze Lieve Vrouweplein                                                        | Naamse steen                                |                                             |
| 1947                                    | Onze Lieve Vrouw Sterre der Zee, Koningin van de Vrede (bidweg Sterre der Zee) | Jean Sondeijker                                                | Maastricht-Centrum (Binnenstad)                                         | Sint Jacobstraat/Vrijthof                                                                          | keramiek                                    |                                             |
| 1947                                    | Maria (bidweg Sterre der Zee) | Rob Stultiens                                                  | Maastricht-Centrum (Binnenstad)                                         | Kapoenstraat/Lenculenstraat                                                                        | hardsteen                                   |                                             |
| 1947                                    | Onze lieve Vrouwe van den Goeden Duik (Maria die vier onderduikers beschermd; bidweg Sterre der Zee) | Charles Vos                                                    | Maastricht-Centrum (Jekerkwartier)                                      | Cortenstraat                                                                                       | klei, gebakken en geglazuurd                |                                             |
| 1948                                    | Henri Hermans monument | Charles Vos en Jean Huysmans                                   | Maastricht-Centrum (Jekerkwartier-Villapark)                            | Henri Hermanspark                                                                                  | Frans Kalksteen                             |                                             |
| 1948                                    | Onze Lieve Vrouw, Sterre der Zee (bidweg Sterre der Zee) | Charles Vos                                                    | Maastricht-Centrum (Binnenstad)                                         | Papenstraat/Sint Servaasklooster                                                                   | Pouillenay-steen                            |                                             |
| 1949                                    | Sint Matthias | Charles Vos                                                    | Maastricht-Centrum (Boschstraatkwartier)                                | Boschstraat                                                                                        | Frans kalksteen                             |                                             |
| 1949                                    | Monument 'Pro Patria' | Charles Vos                                                    | Maastricht-Zuidoost (Heer)                                              | Raadhuisplein                                                                                      | brons en graniet                            |                                             |
| 1950(ca.)                               | Plaquette Onze Lieve Vrouw, Sterre der Zee ten Halve (bidweg Sterre der Zee) | Charles Vos                                                    | Maastricht-Centrum (Binnenstad)                                         | Hondstraat                                                                                         | klei, geglazuurd                            |                                             |
| 1950                                    | Mannenfiguur | Onbekende student Jan van Eyckacademie                         | Maastricht-Zuidoost (Heer)                                              | Verzetstraat                                                                                       |                                             |                                             |
| 1950                                    | Kinderen | Frans Gast                                                     | Maastricht-Centrum (Jekerkwartier-Villapark)                            | Sint Pieterskade/De Vijf Koppen                                                                    | Euville (kalksteen)                         |                                             |
| 1950                                    | Maria (met het masker) | onbekend (gerestaureerd door Rob Stultiens in de jaren 80)     | Maastricht-Centrum (Jekerkwartier)                                      | Sint Pieterskade/De Vijf Koppen                                                                    | Euville (kalksteen)                         |                                             |
| 1950                                    | Maria in een nis | Rob Stultiens                                                  | Maastricht-Centrum (Binnenstad)                                         | Mariastraat                                                                                        |                                             |                                             |
| 1950                                    | Gedenksteen zwijnenjacht 1947 | Charles Vos                                                    | Maastricht-Centrum (Jekerkwartier)                                      | Aldenhofpark (bij Nieuwenhofpoortje)                                                               |                                             |                                             |
| 1951                                    | Fontein Sint Antonius van Padua | Charles Eyck (beeld) en Jean Huysmans (fontein)                | Maastricht-Centrum (Boschstraatkwartier)                                | Boschstraat                                                                                        | brons en natuursteen                        |                                             |
| 1951                                    | Opvliegende vogel | Jean Sondeijker                                                | Maastricht-Centrum (Sint Maartenspoort)                                 | Schildersplein                                                                                     | brons                                       |                                             |
| 1951                                    | Sint Amor (zuil afkomstig van 17e-eeuws oksaal uit de OLV-kerk) | Charles Vos met een chronogram ontworpen door mr. Th. Minis    | Maastricht-Centrum (Binnenstad)                                         | Sint Amorsplein                                                                                    | Euville (kalksteen), zandsteen en marmer(?) |                                             |
| 1951                                    | Kapelaan Martin Rutten | Jef Courtens                                                   | Maastricht-West (Mariaberg)                                             | Meester Ulrichweg                                                                                  | Chamotte, geglazuurd                        |                                             |
| 1951                                    | Sint Nicolaas | Charles Vos                                                    | Maastricht-Centrum (Binnenstad)                                         | Plankstraat                                                                                        |                                             |                                             |
| 1952                                    | Henri Jonas vaas | Louis Bröls                                                    | Maastricht-West (Caberg)                                                | Henri Jonaslaan                                                                                    |                                             |                                             |
| 1952                                    | Limburgs bevrijdingsmonument | Charles Eyck                                                   | Maastricht-Oost (Wyckerpoort)                                           | Koningsplein                                                                                       | brons, beton                                |                                             |
| 1952                                    | Monument voor het regiment stoottroepen (oorspronkelijk titel: Monument van de koninklijke patrouille) | Charles Eyck                                                   | Maastricht-Oost (Wyckerpoort)                                           | Meerssenerweg (Villa Wyckerveld)                                                                   | brons                                       |                                             |
| 1952                                    | Juichend kind | Charles Eyck en Jean Huysmans                                  | Maastricht-Centrum (Statenkwartier)                                     | Achter de Barakken                                                                                 | brons                                       |                                             |
| 1952                                    | Mariamonument: beeldengroep van Maria en vier bisschoppen van Maastricht (Servatius, Lambertus, Monulfus en Hubertus) | Albert Termote                                                 | Maastricht-Centrum (Wyck)                                               | Stationsstraat/Wilhelminasingel                                                                    | brons, Vaurion-kalksteen, flagstone         |                                             |
| 1952                                    | Johannes de Doper met Ecce Agnus Dei |                                                                | Maastricht-Oost (Limmel)                                                | Populierweg                                                                                        |                                             |                                             |
| 1953                                    | "Vermergeld rijk" | Daan Wildschut met een gedicht van Robert Franquinet           | Maastricht-Zuidwest (Sint Pieter)                                       | Lage Kanaaldijk (ENCI)                                                                             | beton (beschilderd)                         |                                             |
| 1953                                    | Onze-Lieve-Vrouw van Scherpenheuvel | onbekend                                                       | Maastricht-Centrum (Wyck)                                               | Wycker Grachtstraat                                                                                | zandsteen, bronzen letters                  |                                             |
| 1953                                    | Don Bosco | onbekend                                                       | Maastricht-Oost (Wittevrouwenveld)                                      | Dr. Schaepmanstraat (wijkhuis)                                                                     |                                             |                                             |
| 1954                                    | "’t Mooswief" | Charles Vos                                                    | Maastricht-Centrum (Binnenstad)                                         | Markt                                                                                              | Muschelkalksteen, Naamse steen en brons     |                                             |
| 1954                                    | D'Artagnan | Matthias Camps                                                 | Maastricht-Centrum (Kommelkwartier)                                     | Polvertorenstraat (Verpleegkliniek Klevarie)                                                       |                                             |                                             |
| 1954                                    | Mannenfiguur | Jef Courtens                                                   | Maastricht-Centrum (Kommelkwartier)                                     | Polvertorenstraat (verpleeghuis Klevarie)                                                          | kunststeen                                  |                                             |
| 1955                                    | Jacob en de Engel | Onbekende student Jan van Eyck Academie                        | Maastricht-Oost (Scharn)                                                | Wethouder van Caldenborghlaan/Vredeslaan                                                           | brons                                       |                                             |
| 1955                                    | Gemeentewapen voormalige gemeente Heer | Dries Engelen                                                  | Maastricht-Zuidoost (Heer)                                              | Raadhuisplein                                                                                      | Franse kalksteen                            |                                             |
| 1955                                    | Luikse perroen | Jean Sondeijker en Jean Huysmans                               | Maastricht-Centrum (Binnenstad)                                         | Vrijthof                                                                                           | Naamse steen                                |                                             |
| 1955                                    | Afsluitpaal met haringen | Sjra Schoffelen                                                | Maastricht-Centrum (Binnenstad)                                         | Vijfharingenstraat                                                                                 | brons (vóór 1969 hardsteen)                 |                                             |
| 1955 (ca.)                              | Openbare werken (stratenmaker, bouwvakker, brandweerman) | Dries Engelen                                                  | Maastricht-Oost (Scharn)                                                | Dampstraat                                                                                         | gebakken chamotte                           |                                             |
| 1956                                    | Mariamonument Heer | Jean Weerts                                                    | Maastricht-Oost (Scharn)                                                | Akersteenweg                                                                                       | Franse kalksteen                            |                                             |
| 1956                                    | Verzetsmonument Heer | René Nijssen                                                   | Maastricht-Zuidoost (Heer)                                              | | brons                                       |                                             |
| 1956                                    | Sint-Petrus met de banden | Wim Rijvers                                                    | Maastricht-Zuidoost (Heer)                                              | | beton (gegoten)                             |                                             |
| 1956                                    | Sint Joris te paard | Sjra Schoffelen                                                | Maastricht-Zuidwest (Villapark-Sint Pieter)                             | Mosasaurusweg                                                                                      | hardsteen                                   |                                             |
| 1957                                    | "Levensvreugd" (zuil afkomstig van 17e-eeuws oksaal uit de OLV-kerk) | Willem Hofhuizen                                               | Maastricht-Centrum (Jekerkwartier)                                      | Grote Looiersstraat                                                                                | brons, zandsteen, hardsteen                 |                                             |
| 1958                                    | Haan | Maria Bratusch                                                 | Maastricht-Centrum (Jekerkwartier-Villapark)                            | Henri Hermanspark                                                                                  | brons                                       |                                             |
| 1958                                    | Bisschop Guillaume Lemmens | Jean Sondeijker                                                | Maastricht-Oost (Wittevrouwenveld)                                      | Aartshertogenplein (vm. Sint-Guliëlmuskerk)                                                        | hardsteen                                   |                                             |
| 1958                                    | Paus Pius X | Jean Sondeijker                                                | Maastricht-Oost (Wittevrouwenveld)                                      | Aartshertogenplein (vm. Sint-Guliëlmuskerk)                                                        | hardsteen                                   |                                             |
| 1958                                    | Gevelreliëf Jezus met het heilige boek | Jean Sondeijker                                                | Maastricht-Oost (Wittevrouwenveld)                                      | Aartshertogenplein (vm. Sint-Guliëlmuskerk)                                                        | hardsteen                                   |                                             |
| 1958                                    | Gevelreliëfs, voorstellende: het Limburgse volk dat bisschop Guillaume Lemmens een kerk aanbiedt; de Goede Herder te midden van Zijn kudde; bisschop Lemmens die de kerk aanbiedt aan de H. Guliëlmus                                                                     | Dries Engelen                                                  | Maastricht-Oost (Wittevrouwenveld)                                      | Aartshertogenplein (vm. Sint-Guliëlmuskerk)                                                        | hardsteen                                   |                                             |
| 1958                                    | Gevelreliëf Nederdaling van de H. Geest in de gedaante van een duif | Jean Sondeijker                                                | Maastricht-Oost (Wittevrouwenveld)                                      | Aartshertogenplein (vm. Sint-Guliëlmuskerk)                                                        | hardsteen                                   |                                             |
| 1958                                    | Vuursalamander | Dries Engelen                                                  | Maastricht-Oost (Scharn)                                                | Dampstraat                                                                                         | chamotteklei, gebakken                      |                                             |
| 1959                                    | Lakenwevers | Piet Killaars                                                  | Maastricht-Centrum (Statenkwartier)                                     | Achter de Barakken                                                                                 |                                             |                                             |
| 1959                                    | Petrus Regout | Wim van Hoorn                                                  | Maastricht-Centrum (Statenkwartier)                                     | Boschstraat                                                                                        | brons                                       |                                             |
| 1959                                    | Reinaert de Vos | Jean Sondeijker                                                | Maastricht-West (Malpertuis)                                            | Rotonde met de Malbergsingel.                                                                      |                                             |                                             |
| 1959                                    | Stadsengel | Appie Drielsma                                                 | Maastricht-West (Brusselsepoort)                                        | Sint Lucassingel                                                                                   |                                             |                                             |
| 1959                                    | "De reus en de zeven kinderen" | Simone Petit                                                   | Maastricht-Zuidoost (Heer)                                              | Onder de Kerk? (voormalig kleuterschool, gebouw Mariahofje)                                        | klei, gebakken en geglazuurd                |                                             |
| 1959                                    | Sint Servaas (kopie van beeld St-Servaasbrug) | Sjef Eijmael (origineel van Charles Vos)                       | Maastricht-Centrum (Jekerkwartier)                                      | Tongersestraat/Kakeberg                                                                            |                                             |                                             |
| 1960                                    | "De Stadsplanoloog en de Arbeider" | Piet Killaars                                                  | Maastricht-Centrum (Statenkwartier)                                     | Maagdendries/Lindenkruis (verwijderd)                                                              | basalt                                      |                                             |
| 1960                                    | Christus met kruis en spelend kind | onbekend                                                       | Maastricht-West (Mariaberg)                                             | Anjelierenstraat/Gentiaanstraat (voorm. Stella Maris school)                                       | beton                                       |                                             |
| 1961                                    | Baksteenreliëf Heilige Antonius predikend voor de vissen | Jérôme Goffin                                                  | Maastricht-Oost (Nazareth)                                              | Kasteel Schaloenstraat (verwijderd; was onderdeel van Antonius van Paduakerk)                      | baksteen                                    |                                             |
| 1961                                    | Alfons Olterdissen | Willem Hofhuizen                                               | Maastricht-Centrum (Jekerkwartier)                                      | Grote Looiersstraat                                                                                | brons                                       |                                             |
| 1961                                    | Madonna met Kind en de jonge Jezus die onderricht geeft in de tempel | Piet Killaars                                                  | Maastricht-Oost (Wyckerpoort)                                           | Heerderweg (westgevel Koepelkerk)                                                                  | Nivelsteiner zandsteen                      |                                             |
| 1962                                    | "De kweerte vaan de Ambtenere" | Piet Killaars                                                  | Maastricht-Centrum (Binnenstad)                                         | Maaspromenade                                                                                      |                                             |                                             |
| 1962                                    | Portretbuste burgemeester Emile van Oppen | Wim van Hoorn                                                  | Maastricht-Noordwest (Boschpoort)                                       | Goltziusstraat (tot 2009 Ankerkade)                                                                | brons                                       |                                             |
| 1962                                    | Drie valken | Frans Gast                                                     | Maastricht-West (Belfort)                                               | Keurmeestersdreef (aanvankelijk onderdeel van gesloopte Stadskantoor, sinds 2007 op deze locatie)  | brons                                       |                                             |
| 1962                                    | "Mestreechter geis" | Mari Andriessen                                                | Maastricht-Centrum (Binnenstad)                                         | Stokstraat/Het Bat                                                                                 | brons                                       |                                             |
| 1963                                    | Ikaros | Frans Gast                                                     | Maastricht-Oost (Scharn)                                                | Juliana van Stolberglaan (bij technische school)                                                   | brons                                       |                                             |
| 1965                                    | Reliëf | Frans Timmermans                                               | Maastricht-Centrum (Jekerkwartier)                                      | Bonnefantenstraat (Conservatorium)                                                                 | Naamse steen                                |                                             |
| 1965                                    | Jezus aan het kruis, geflankeerd door Maria en Johannes | Charles Vos en W.H. Schellinx                                  | Maastricht-Centrum (Kommelkwartier)                                     | Calvariestraat (aanbouw 'kanunnikenhuis' bij Calvariënbergkapel)                                   | hardsteen                                   |                                             |
| 1966                                    | Afsluitpaal met ekster | onbekende student Stadsacademie                                | Maastricht-Centrum (Binnenstad)                                         | Eksterstraat                                                                                       | blauwe hardsteen                            |                                             |
| 1966?                                   | Sint Maarten | onbekend                                                       | Maastricht-Oost (Wyckerpoort)                                           | Noormannensingel (Sint-Maartenscollege)                                                            | staal?                                      |                                             |
| 1967                                    | Portretbuste Charles Ruijs de Beerenbrouck | Albert Meertens                                                | Maastricht-Centrum (Kommelkwartier)                                     | Calvariestraat                                                                                     | brons                                       |                                             |
| 1967                                    | "Bescherming" | Appie Drielsma                                                 | Maastricht-Oost (Limmel)                                                | ? (voorheen bij de Jan Baptistschool, Porseleinstraat)                                             | beton                                       |                                             |
| 1967                                    | Monument Jac. P. Thijsse | Cor van Noorden                                                | Maastricht-Zuidoost (Randwyck)                                          | Kleine Weerd (tot 1995 Achter de Minderbroeders)                                                   | hardsteen                                   |                                             |
| 1969                                    | "De mens in het heelal" | Fons Bemelmans                                                 | Maastricht-Centrum (Kommelkwartier, Jekerkwartier, Mariaberg, Jekerdal) | Tongerseplein                                                                                      | brons, Beton                                |                                             |
| 1969                                    | Prins Bernhardmonument | Louis Reijnen                                                  | Maastricht-West (Belfort)                                               | Beeldsnijdersdreef                                                                                 | beton                                       |                                             |
| 1969                                    | Herdenkingsplaat omgekomen militairen in WOII | Dries Engelen                                                  | Maastricht-Centrum (Binnenstad)                                         | Keizer Karelplein (ingang Sint-Servaaskerk)                                                        | graniet en brons                            |                                             |
| 1969                                    | Oorlogsmonument Blauwdorp (Jozef en Christus) | onbekend                                                       | Maastricht-West (Mariaberg)                                             | Willem Vliegenstraat / Gebroeders Moorsweg                                                         | keramiek                                    |                                             |
| 1969                                    | Oorlogsmonument Amby | L. Ackermans                                                   | Maastricht-Oost (Amby)                                                  | Ambyerstraat Noord (Sint-Walburgakerk)                                                             | hardsteen                                   |                                             |
| 1970                                    | Pottemenneke | Otmar Lochschmidt                                              | Maastricht-West (Pottenberg)                                            | Potteriestraat-Terra Cottalaan                                                                     | beton (met kunststof)                       |                                             |
| 1970                                    | Nijlpaard | Fons Bemelmans                                                 | Maastricht-Zuidoost (Heer)                                              | Kelvinstraat (De Joppenhof)                                                                        | brons                                       |                                             |
| 1970                                    | Opvliegende vogel | Fons Bemelmans                                                 | Maastricht-Zuidoost (Heer)                                              | Kelvinstraat (De Joppenhof)                                                                        | brons                                       |                                             |
| 1970 (ca.)                              | Kiem | Piet Killaars                                                  | Maastricht-Oost (Scharn)                                                | Vijverdalseweg (Psychomedisch Centrum Vijverdal)                                                   | brons                                       |                                             |
| 1971                                    | 't Köppelke | Sjef Eijmael                                                   | Maastricht-Zuidoost (Heer)                                              | Akersteenweg                                                                                       |                                             |                                             |
| 1971                                    | Haan met kippen | Léon Schellinx                                                 | Maastricht-West (Malpertuis)                                            | Cantecleerstraat/Malpertuisplein                                                                   | Franse kalksteen                            |                                             |
| 1971                                    | Moderne ruïne | Lex Wechgelaar                                                 | Maastricht-West (Pottenberg)                                            | Via Regia / Porseleinstraat / Van de Vennepark                                                     | gewapend beton                              |                                             |
| 1972                                    | Symbool psychiatrie | Dries Engelen                                                  | Maastricht-Oost (Scharn)                                                | Vijverdalseweg                                                                                     | DINbalken in staal                          |                                             |
| 1973                                    | Amazone te paard | Arthur Spronken                                                | Maastricht-Centrum (Binnenstad)                                         | Op de Thermen                                                                                      | brons                                       |                                             |
| 1973                                    | Boegbeeld | Arthur Spronken                                                | Maastricht-Centrum (Binnenstad)                                         | Plankstraat / Stokstraat                                                                           | brons                                       |                                             |
| 1973                                    | Plaquette Vroom & Dreesmann | Dries Engelen                                                  | Maastricht-Centrum (Binnenstad)                                         | Vrijthof                                                                                           | brons                                       |                                             |
| 1973                                    | Fontein Henri Jonas | Fons Bemelmans                                                 | Maastricht-Centrum (Binnenstad)                                         | Maastrichter Smedenstraat                                                                          | brons, blauwe hardsteen (gepolitoerd)       |                                             |
| 1974                                    | Herinneringsplaquette 'Old Hickory' | Frans Gast                                                     | Maastricht-Centrum (Binnenstad)                                         | Vrijthof                                                                                           | brons                                       |                                             |
| 1974?                                   | Na gedane arbeid | Jef Courtens                                                   | Maastricht-Zuidwest (Sint Pieter)                                       | Lage Kanaaldijk (ingangspoort ENCI)                                                                | kunststeen?                                 |                                             |
| 1975                                    | Vliegende duiven ("Vogels op nest") | Fons Bemelmans                                                 | Maastricht-West (Daalhof)                                               | Herculeshof (winkelcentrum Daalhof)                                                                |                                             |                                             |
| 1976                                    | Ezelke | Gertrud Januszewski                                            | Maastricht-Centrum (Jekerkwartier)                                      | Ezelmarkt                                                                                          | brons                                       |                                             |
| 1977                                    | D'Artagnan | Gertrud Januszewski                                            | Maastricht-Zuidwest (Jekerdal)                                          | Waldeckpark (verdwenen)                                                                            |                                             |                                             |
| 1977                                    | Fontein | Frans Gast                                                     | Maastricht-Centrum (Wyck)                                               | Waterpoort (Hotel Maastricht)                                                                      | aluminium                                   |                                             |
| 1977                                    | De Vijfhoek | Gerard Caris                                                   | Maastricht-Oost (Scharn)                                                | Vijverdalseweg                                                                                     |                                             |                                             |
| 1978                                    | "D'n Häöfdabber" | Heinz Manders                                                  | Maastricht-Zuidoost (Heugem)                                            | Termileslaan                                                                                       |                                             |                                             |
| 1978                                    | Fontein "Hawt uuch vas" | Frans Gast                                                     | Maastricht-Centrum (Binnenstad)                                         | Vrijthof                                                                                           |                                             |                                             |
| 1979                                    | Vliegende vogel, in de vlucht een slang vangende | Fons Bemelmans (chronogram: G. Welie)                          | Maastricht-Zuidoost (Heer)                                              | Oude Molenweg (Porta Mosana College)                                                               | brons                                       |                                             |
| 1979                                    | Museumtoegangspoort | Han van Wetering                                               | Maastricht-Centrum (Jekerkwartier)                                      | De Bosquetplein (Natuurhistorisch Museum Maastricht)                                               |                                             | Museumtoegangspoort Natuurhistorisch Museum |
| 1980                                    | Afsluitpaal met bisschopsmijter | Jef Wishaupt                                                   | Maastricht-Centrum (Jekerkwartier)                                      | Bisschopsmolengang                                                                                 |                                             | afsluitpaal Bisschopsmolengang              |
| 1981                                    | Sint Servaas beschut door adelaar | Han van Wetering                                               | Maastricht-Zuidwest (Villapark)                                         | Sint Hubertuslaan (politiebureau)                                                                  |                                             |                                             |
| 1981                                    | Faunus | Arthur Spronken                                                | Maastricht-Centrum (Jekerkwartier)                                      | Graanmarkt/De Boompjes                                                                             | brons                                       |                                             |
| 1981                                    | Klein meisje en wezentje | Frans Carlier                                                  | Maastricht-Oost (Wittevrouwenveld)                                      | Hofmeiersplein                                                                                     | brons                                       |                                             |
| 1981                                    | "Op blote voeten" | Teun Roosenburg                                                | Maastricht-Centrum (Binnenstad)                                         | Onze Lieve Vrouweplein/Bredestraat (verdwenen)                                                     |                                             |                                             |
| 1981                                    | Verkenner | onbekend                                                       | Maastricht-Centrum (Kommelkwartier)                                     | ?                                                                                                  | brons                                       |                                             |
| 1982                                    | Mercurius | Fons Bemelmans                                                 | Maastricht-Centrum (Binnenstad)                                         | Het Bat                                                                                            | brons                                       |                                             |
| 1982                                    | Julius Solway | Arthur Spronken                                                | Maastricht-Centrum (Kommelkwartier)                                     | Kommelplein                                                                                        | brons                                       |                                             |
| 1982                                    | 24 verticale elementen, staal, blauw (kunstproject De Heeg) | Dick Roymans                                                   | Maastricht-Zuidoost (De Heeg)                                           | | staal 37                                    |                                             |
| 1982                                    | 18 verticale elementen (kunstproject De Heeg) | Frans Gast                                                     | Maastricht-Zuidoost (De Heeg)                                           | | gegalvaniseerd ijzer                        |                                             |
| 1982                                    | Zonder titel (project 'artistieke verfraaiing De Heeg', bestaande uit 20 elementen) | Appie Drielsma                                                 | Maastricht-Zuidoost (De Heeg)                                           | | roestvast staal                             |                                             |
| 1982                                    | Kegelspel | Lex Willems                                                    | Maastricht-Zuidoost (De Heeg)                                           | |                                             |                                             |
| 1982                                    | Ruiterspel | Gène Eggen                                                     | Maastricht-Centrum (Wyck)                                               | Ruiterij (Hotel Maastricht)                                                                        | hardsteen                                   |                                             |
| 1982                                    | Zonder titel | Frans van den Bighelaar                                        | Maastricht-Zuidoost (Heer-Eyldergaard)                                  | Drenckgaard/Oeslingerbaan                                                                          | Ongelegeerd verzinkt constructiestaal       |                                             |
| 1983                                    | Plaquette Karl Marx | onbekend                                                       | Maastricht-Centrum (Binnenstad)                                         | Bouillonstraat (Hof van Slijpe)                                                                    | brons                                       |                                             |
| 1983                                    | Muziekuitlaat | La van der Linden                                              | Maastricht-Centrum (Wyck)                                               | Sint Maartenspoort (Kumulus Muziekschool, voorheen Klooster van de Franciscanessen van Heythuysen) | ijzer                                       |                                             |
| 1983                                    | Levensboom | Hank Beelenkamp                                                | Maastricht-Zuidoost (Heer)                                              | Veldstraat (Klooster Opveld / Providentia)                                                         | brons                                       |                                             |
| 1984                                    | Jupiter | Fons Bemelmans                                                 | Maastricht-Centrum (Binnenstad)                                         | Onze Lieve Vrouweplein                                                                             |                                             |                                             |
| 1984                                    | "Samenwerken" | Jef Ubaghs                                                     | Maastricht-Noordwest (Frontenkwartier)                                  | Statensingel-Cabergerweg (woningcorporatie Woonpunt)                                               | staal                                       |                                             |
| 1985                                    | Pierre Kemp | Rob Stultiens                                                  | Maastricht-Centrum (Jekerkwartier)                                      | Sint Pieterskade                                                                                   | hardsteen                                   |                                             |
| 1985                                    | "De Wiekeneer" | Frans Carlier                                                  | Maastricht-Centrum (Wyck)                                               | Wycker Brugstraat                                                                                  | brons                                       |                                             |
| 1985                                    | "Huivende kinder" (knikkerende kinderen) | Jos Hermans                                                    | Maastricht-Centrum (Binnenstad-Jekerkwartier)                           | Witmakersstraat/Hondstraat (van 1985-2005 aan de Maasboulevard)                                    |                                             |                                             |
| 1985                                    | Tongeren 2000 | Raf Verjans                                                    | Maastricht-West Daalhof                                                 | | beton                                       |                                             |
| 1985                                    | Fontein | Wil Snelder                                                    | Maastricht-Zuidoost (Randwyck)                                          | Limburglaan (Gouvernement)                                                                         | koper, hardsteen, beton en brons            |                                             |
| 1985                                    | Communicatie | Marco Juriën                                                   | Maastricht-Zuidoost (Randwyck)                                          | Duboisdomein                                                                                       | hardsteen en brons                          |                                             |
| 1986                                    | Toegangsdeuren | Han van Wetering                                               | Maastricht-Zuidoost (Randwyck)                                          | Limburglaan (Gouvernement)                                                                         | brons                                       |                                             |
| 1986                                    | Plaquette Volkshuis | onbekend                                                       | Maastricht-Centrum (Statenkwartier)                                     | Bogaardenstraat/Uitbelderstraat                                                                    |                                             |                                             |
| 1986                                    | Cubisch gewelfd kruis | William Pars Graatsma & Jan Slothouber                         | Maastricht-Centrum (Jekerkwartier)                                      | Academieplein (Jan van Eyck Academie)                                                              | polyester en glasvezel                      |                                             |
| 1986                                    | Thanatos draagt zijn tweelingbroer Hypnos | Jack Poell                                                     | Maastricht-Centrum (Jekerkwartier)                                      | Sint Pietersstraat (zorgcentrum Molenhof; tot 2008 aan de Ankerkade)                               | brons                                       |                                             |
| 1986                                    | "Maas in Beeld" (bestaande uit 4 elementen) | Christian Megert                                               | Maastricht-Centrum (Binnenstad)                                         | Maaspromenade (herplaatst 2006)                                                                    | hardsteen                                   |                                             |
| 1987                                    | "Relatie" | Sjra Schoffelen                                                | Maastricht-Centrum (Binnenstad)                                         | Onze Lieve Vrouweplein                                                                             | brons                                       |                                             |
| 1987                                    | "Lommelekriemer" (voddenman) | Sjef Eijmael                                                   | Maastricht-West (Oud-Caberg)                                            | Papyrussingel/Vezeldonk                                                                            | brons                                       |                                             |
| 1987                                    | Meanderbeeld | Marco Juriën                                                   | Maastricht-Zuidoost (Randwyck)                                          | Peter Debyelaan (Academisch ziekenhuis Maastricht)                                                 | hardsteen                                   |                                             |
| 1987                                    | Twee koppen | Anet van de Elzen                                              | Maastricht-Centrum (Jekerkwartier)                                      | Academieplein (tuin Jan van Eyck Academie)                                                         | beton                                       |                                             |
| 1988                                    | "Er zit weer muziek in Wyck" (fluitist) | Fons Bemelmans                                                 | Maastricht-Centrum (Wyck)                                               | Bourgogneplein                                                                                     | brons                                       |                                             |
| 1988                                    | "Bèrke" | Hank Beelenkamp                                                | Maastricht-West (Mariaberg)                                             | Volksplein (oorspronkelijk hoek Mr. Ulrichweg/Brouwersweg)                                         |                                             |                                             |
| 1988                                    | Vijf verticale elementen | Piet Killaars                                                  | Maastricht-Zuidoost (Randwyck)                                          | Forum / Johan Willem Beyenlaan (MECC)                                                              | brons                                       |                                             |
| 1989                                    | Drie discusschijven | Jef Wishaupt                                                   | Maastricht-Centrum (Statenkwartier)                                     | Herbenusstraat, Sint-Servatiusschool (Kumulus-West)                                                | staal                                       |                                             |
| 1990                                    | Willem Vliegen | Jack Poell                                                     | Maastricht-West (Mariaberg)                                             | Brandenburgerplein                                                                                 |                                             |                                             |
| 1990                                    | Homomonument | Fons Lemmens                                                   | Maastricht-Centrum (Jekerkwartier)                                      | Sint Pieterskade                                                                                   | cortenstaal                                 |                                             |
| 1990                                    | "The Hours of the Day" | Richard Serra                                                  | Maastricht-Centrum (Wyck-Céramique)                                     | Maaspuntweg (Bonnefantenmuseum)                                                                    | cortenstaal                                 |                                             |
| 1990                                    | Portaaldeur ("Pausdeur") | Appie Drielsma                                                 | Maastricht-Centrum (Binnenstad)                                         | Vrijthof (Sint Servaasbasiliek)                                                                    | brons                                       |                                             |
| 1991                                    | Portaaldeur | Piet Killaars                                                  | Maastricht-Centrum (Binnenstad)                                         | Vrijthof (Sint Servaasbasiliek)                                                                    | brons                                       |                                             |
| 1991                                    | "De komedianten" | Appie Drielsma                                                 | Maastricht-Centrum (Binnenstad)                                         | Achter de Comedie (Bonbonnière)                                                                    | brons                                       |                                             |
| 1992                                    | Titel onbekend | Han van Wetering                                               | Maastricht-Zuidoost (Heugem)                                            | Spireabeemd / Mimosabeemd                                                                          | brons, gepolychromeerd                      |                                             |
| 1992                                    | "Toward man's full life" | onbekend                                                       | Maastricht-Zuidoost (Randwyck)                                          | Endepolsdomein 5 / Universiteitssingel (tuin Medtronic Bakken Research Center)                     | brons en hardsteen                          |                                             |
| 1992 & 1995 (kleine nijlpaard)          | Nijlpaarden | Emile Cornelis (= Jean Henkes)                                 | Maastricht-Zuidoost (Heugem)                                            | De Beente                                                                                          | brons en beton                              |                                             |
| 1993                                    | "Bloei" | Désirée Tonnaer                                                | Maastricht-Zuidoost (Heugem)                                            | Molensingel                                                                                        |                                             |                                             |
| 1993                                    | Monulfus en Gondulfus | Jef Courtens                                                   | Maastricht-Centrum (Binnenstad)                                         | Sint Servaasklooster/Henric van Veldekeplein                                                       | brons                                       |                                             |
| 1993                                    | "'t Zaat Herremenieke" | Han van Wetering                                               | Maastricht-Centrum (Binnenstad)                                         | Vrijthof                                                                                           | brons (gepolychromeerd)                     |                                             |
| 1993                                    | "Verspringen en hoogspringen" | Patrick Corillon                                               | Maastricht-Centrum (Statenkwartier)                                     | Charles Voscour                                                                                    | tegeltableaus                               |                                             |
| 1993                                    | Obelisk | Charles Vandenhove                                             | Maastricht-Centrum (Statenkwartier)                                     | Charles Voscour                                                                                    | hardsteen                                   |                                             |
| 1993                                    | Fontein | Charles Vandenhove?                                            | Maastricht-Centrum (Statenkwartier)                                     | Charles Voscour                                                                                    | brons en hardsteen                          |                                             |
| 1994                                    | Herdenkingsmonument WOII met 12 teksten van Albert Schweitzer | Appie Drielsma                                                 | Maastricht-Centrum (Kommelkwartier)                                     | Herdenkingsplein                                                                                   | brons                                       |                                             |
| 1994                                    | "Long Pyramid" | Sol LeWitt                                                     | Maastricht-Centrum (Wyck-Céramique)                                     | Maaspuntweg (Bonnefantenmuseum)                                                                    | betonsteen                                  |                                             |
| 1994                                    | 'Old Hickory' monument | Appie Drielsma                                                 | Maastricht-Zuidoost (Randwyck)                                          | Gouverneurspad (bij Gouvernement)                                                                  | beton                                       |                                             |
| 1995                                    | "Dreesmenneke" | Hans Peskens                                                   | Maastricht-Oost (Limmel)                                                | Dolmansstraat/Populierweg                                                                          |                                             |                                             |
| 1996                                    | "Pieke oet de Stokstraot" | Nicolas van Ronkenstein                                        | Maastricht-Centrum (Binnenstad)                                         | Stokstraat                                                                                         | brons                                       |                                             |
| 1996                                    | Carnavalsreliëf | Désirée Tonnaer                                                | Maastricht-Centrum (Binnenstad)                                         | Achter de Comedie (Bonbonnière)                                                                    | brons                                       |                                             |
| 1996                                    | Plaquette t.g.v. renovatie 'De Struis' | Appie Drielsma                                                 | Maastricht-Centrum (Binnenstad)                                         | Platielstraat                                                                                      | brons                                       |                                             |
| 1997                                    | Plutarchus | Eduard Wind                                                    | Maastricht-Centrum (Jekerkwartier)                                      | Sint Pieterstraat (voor de Oude Minderbroederskerk)                                                |                                             |                                             |
| 1997                                    | "De Limburger" | Frans Duckers                                                  | Maastricht-Zuidoost (Randwyck)                                          | Limburglaan (bij Gouvernement)                                                                     | brons                                       |                                             |
| 1997                                    | "Het Paringswiel" (libellen) | Désirée Tonnaer                                                | Maastricht-Oost (Amby)                                                  | Geusseltvijver                                                                                     | brons & RVS                                 |                                             |
| 1997                                    | "Lijn in beweging" | Piet Killaars                                                  | Maastricht-Zuidwest (Villapark)                                         | Parkweg                                                                                            | RVS                                         |                                             |
| 1998                                    | "Dipoolmoment", monument voor Nobelprijswinnaar Peter Debye | Felix van de Beek                                              | Maastricht-Zuidoost (Randwyck)                                          | Peter Debeyeplein                                                                                  | staal                                       |                                             |
| 1998                                    | Veldeke memorial | Hans Lemmen                                                    | Maastricht-Zuidwest (Villapark)                                         | Aylvalaan                                                                                          | brons                                       |                                             |
| 1998                                    | Overhandknoop | Shinkichi Tajiri                                               | Maastricht-West (Pottenberg)                                            | Terra Nigrastraat                                                                                  | brons                                       |                                             |
| 1998                                    | Silhouetten van Reinaert de Vos en koning Ermerik | Francis von Wahlde                                             | Maastricht-West (Malpertuis)                                            | Gentelaan                                                                                          | cortenstaal                                 |                                             |
| 1999                                    | "Object of Hope" | Zvika Kantor                                                   | Maastricht-Oost (Amby)                                                  | P. de Coubertinweg/Geusseltweg                                                                     |                                             |                                             |
| 1999                                    | Gerard Veringa | Arthur Spronken                                                | Maastricht-Centrum                                                      | Universiteit Maastricht                                                                            | brons                                       |                                             |
| 1999 (vernieuwd in 2008)                | "Manus" | Frans Duckers                                                  | Maastricht-Oost (Wittevrouwenveld)                                      | Edisonstraat 4                                                                                     |                                             | Manus                                       |
| 1999                                    | Reddende brandweermannen | Jef Courtens                                                   | Maastricht-Oost (Limmel)                                                | Willem Alexanderweg                                                                                | Frans kalksteen gemengd met cement          |                                             |
| 1999                                    | Monument C.V. De Sjlaaibök 4x11 jaar | Henk van de Bosch                                              | Maastricht-Oost (Amby)                                                  | Severenplein                                                                                       | graniet                                     |                                             |
| 1999                                    | Zonder titel (vier kolommen Staarlocatie) | Charles Vandenhove                                             | Maastricht-Centrum (Binnenstad)                                         | Kanunnikencour                                                                                     | natuursteen                                 |                                             |
| 1999                                    | Zonder titel (fontein Staarlocatie) | Charles Vandenhove                                             | Maastricht-Centrum (Binnenstad)                                         | Kanunnikencour                                                                                     | natuursteen                                 |                                             |
| 1999                                    | Zonder titel (borstweringen Staarlocatie) | Léon Wuidar                                                    | Maastricht-Centrum (Binnenstad)                                         | Kanunnikencour                                                                                     | gezandstraald glas                          |                                             |
| 1999                                    | Zonder titel (bestrating Staarlocatie) | Jean-Pierre Pincemin                                           | Maastricht-Centrum (Binnenstad)                                         | Kanunnikencour                                                                                     | kasseien                                    |                                             |
| 1999                                    | "Water" | Roy Villevoy                                                   | Maastricht-Zuidoost (Randwyck)                                          | Limburglaan (WML-gebouw)                                                                           | Acryllak op vinyl                           |                                             |
| 1999                                    | "De Kluiver" | Moniek Bleck                                                   | Maastricht-Oost (Heugemerveld)                                          | Hoek Baron van Hövellstraat/ Minister Talmastraat                                                  | brons                                       |                                             |
| 1999                                    | Sint Anna te Drieën | onbekend                                                       | Maastricht-West (Brusselsepoort)                                        | Sint Annadal (rechtbank)                                                                           | brons                                       |                                             |
| 1999                                    | Vlinder en bloem | Ine van Helfteren                                              | Maastricht-Centrum (Wyck-Céramique)                                     | Avenue Céramique                                                                                   | keramiek op beton                           |                                             |
| 2000                                    | Pauw | Dries Engelen                                                  | Maastricht-Centrum (Statenkwartier)                                     | Boschstraat (bij Hotel Pauwenhof)                                                                  | brons                                       |                                             |
| 2000                                    | Flora | Alexander Taratynov                                            | Maastricht-Zuidwest (Jekerdal)                                          | Cannerweg (tuinen Château Neercanne)                                                               | brons                                       |                                             |
| 2000                                    | Mercurius | Alexander Taratynov                                            | Maastricht-Zuidwest (Jekerdal)                                          | Cannerweg (tuinen Château Neercanne)                                                               | brons                                       |                                             |
| 2000                                    | Daniël van Dopff | Alexander Taratynov                                            | Maastricht-Zuidwest (Jekerdal)                                          | Cannerweg (tuinen Château Neercanne)                                                               | brons                                       |                                             |
| 2000                                    | Tsaar Peter de Grote | Alexander Taratynov                                            | Maastricht-Zuidwest (Jekerdal)                                          | Cannerweg (tuinen Château Neercanne)                                                               | brons                                       |                                             |
| 2000                                    | "Jet" | Geert Mols                                                     | Maastricht-Zuidoost (Randwyck)                                          | Leidenlaan                                                                                         | ijzer, koper                                |                                             |
| 2000                                    | "Veiligheid, leefbaarheid" | Aart Lamberts                                                  | Maastricht-Oost (Amby)                                                  | Pierre de Coubertinweg                                                                             | brons                                       |                                             |
| 2001                                    | Wigwams | Total Design                                                   | Maastricht-Noordoost (Beatrixhaven)                                     | Klipperweg/Fregatweg                                                                               |                                             |                                             |
| 2001                                    | "Keramiek aan de Maas" | Han van Wetering                                               | Maastricht-Centrum (Wyck-Céramique)                                     | Aan de Recentoren/Charles Eyckpark (parkeergarage Céramique-Noord)                                 | keramiek (gebakken en gepolychromeerd)      |                                             |
| 2001                                    | Afsluitpaal met Franse lelie | Tycho Flore (ontwerp: Servé Minis)                             | Maastricht-Centrum (Binnenstad)                                         | Leliestraat                                                                                        | hardsteen                                   |                                             |
| 2001                                    | Halfautomatische Troostmachine, een installatie in de vm. berenkuil, met onder andere 12 beelden van uitgestorven diersoorten, vrouw die giraffe aait en beer Jo op een bankje                                                                                            | Michel Huisman                                                 | Maastricht-Centrum (Jekerkwartier)                                      | Aldenhofpark (Berenkuil)                                                                           | brons, kunststof (?)                        |                                             |
| 2001                                    | "Komen en gaan" | Renée van Leusden                                              | Maastricht-Zuidoost (Randwyck)                                          | Robert Schumandomein                                                                               | brons                                       |                                             |
| 2001                                    | Bacchus fontein | Alexander Taratynov                                            | Maastricht-Zuidwest (Jekerdal)                                          | Cannerweg (tuinen Château Neercanne)                                                               | brons                                       |                                             |
| 2002                                    | "Stars of Europe" | Maura Biava                                                    | Maastricht-Centrum (Wyck-Céramique)                                     | Avenue Ceramique (rotonde bij John F. Kennedybrug)                                                 | aluminium                                   |                                             |
| 2002                                    | Plaquette "Monument voor zinloos geweld" |                                                                | Maastricht-Zuidoost (Heer)                                              | Begraafplaats Bovens, Gerard Walravenstraat 65                                                     | marmer                                      |                                             |
| 2003                                    | D'Artagnan | Alexander Taratynov                                            | Maastricht-Centrum (Jekerkwartier)                                      | Aldenhofpark                                                                                       | brons                                       |                                             |
| 2003                                    | Drijvende fontein | Caius Spronken en Pie Sijen                                    | Maastricht-Centrum (Boschstraatkwartier)                                | Bassin                                                                                             | RVS en brons                                |                                             |
| 2003 (ca.)                              | Verkenner |                                                                | Maastricht-Centrum                                                      | Abtstraat2 (Elisabeth gasthuis)                                                                    |                                             |                                             |
| 2003                                    | Ontmoeting | Jef Wishaupt                                                   | Maastricht-Oost (Amby)                                                  | Terblijterweg (Weerhuisweg (Medireva))                                                             | brons                                       |                                             |
| 2004                                    | Zonder titel | Geert Mols                                                     | Maastricht-Noordoost (Itteren)                                          | voormalig pleintje "Vrijthof", Pasestraat/Brigidastraat                                            | metaal (gepolychromeerd)                    |                                             |
| 2004                                    | "De man van Hazendans" | Henk Visch                                                     | Maastricht-West (Dousberg-Hazendans)                                    | Hazendansplein                                                                                     | brons                                       |                                             |
| 2004                                    | Paard in de carrousel | Henk Visch                                                     | Maastricht-West (Dousberg-Hazendans)                                    | Hazendansplein                                                                                     |                                             |                                             |
| 2004                                    | Ontkiemende vormen | Désirée Tonnaer                                                | Maastricht-Centrum (Wyck-Céramique)                                     | Avenue Céramique (binnentuin Patio Sevilla)                                                        | brons                                       |                                             |
| 2005                                    | "Verbondenheid" | Gita Vanoppen                                                  | Maastricht-Centrum (Kommelkwartier)                                     | Polvertorenstraat (Verpleeghuis Klevarie)                                                          |                                             |                                             |
| 2005                                    | Boekentoren | Anna Kubach-Willemsen & Wolfgang Kubach                        | Maastricht-Centrum (Binnenstad)                                         | Grote Gracht (Hof van Tilly)                                                                       | marmer                                      |                                             |
| 2005                                    | "Pons Mosae" | Jo Schoenmakers & Arno Meijs                                   | Maastricht-Centrum (Binnenstad)                                         | Maasboulevard                                                                                      | staal en vulkaniet                          |                                             |
| 2005                                    | "De Vrijwilliger" | Thom Puckey                                                    | Maastricht-Centrum (Statenkwartier)                                     | Herbenusstraat, Sint-Servatiusschool (Kumulus-West)                                                | carraramarmer                               |                                             |
| 2006                                    | Sprankelplek Pottenberg | Jos Spanbroek                                                  | Maastricht-West (Pottenberg)                                            | Roemerstraat                                                                                       | RVS                                         |                                             |
| 2006                                    | Hekwerk Entre Deux | Désirée Tonnaer                                                | Maastricht-Centrum (Binnenstad)                                         | Spilstraat                                                                                         |                                             |                                             |
| 2006                                    | 'Plantaarnpalen' Entre Deux | Désirée Tonnaer                                                | Maastricht-Centrum (Binnenstad)                                         | Spilstraat                                                                                         |                                             |                                             |
| 2006                                    | Geen titel | Aldo Rossi en Ufo Architecten                                  | Maastricht-Centrum (Wyck-Céramique)                                     | Avenue Ceramique                                                                                   |                                             |                                             |
| 2007                                    | Badende bosnimph | Luk van Soom                                                   | Maastricht-Centrum (Jekerkwartier)                                      | Tongersestraat (tuin Canisianum, thans UM)                                                         | brons                                       |                                             |
| 2007                                    | "Betonnies" (10 nijlpaarden) | Tom Claassen                                                   | Maastricht-Oost (Heugemerveld)                                          | Kardinaal van Rossumplein e.o.                                                                     | beton                                       |                                             |
| 2007                                    | "Licht op het plein" | Marco Juriën                                                   | Maastricht-Oost (Amby)                                                  | Ambyerstraat Noord                                                                                 | steen                                       |                                             |
| 2007                                    | "Relax & Meet" | Alexander Suma                                                 | Maastricht-Zuidoost (Randwyck)                                          | Gouvernementspad                                                                                   | beton                                       |                                             |
| 2008                                    | "Manus" | Frans Duckers                                                  | Maastricht-Oost (Wittevrouwenveld)                                      | Edisonstraat                                                                                       | Brons                                       |                                             |
| 2008/2009                               | "Tuin van Eden" | Atelier Van Lieshout                                           | Maastricht-Zuidoost (Eyldergaard / Vroendaal)                           | Rotonde Rijksweg / Weerhuysgaard / Savelsbosch                                                     | Glas(?)                                     |                                             |
| 2011                                    | Zes "knuffelleeuwinnen" | Marjolijn Mandersloot                                          | Maastricht-Oost (Wittevrouwenveld)                                      | Edisonstraat (buurtpark)                                                                           | gietijzer                                   |                                             |
| 2012                                    | Reliëf toegangspoort | Appie Drielsma                                                 | Maastricht-Centrum (Binnenstad)                                         | Vrijthof (Museum aan het Vrijthof)                                                                 | brons                                       |                                             |
| 2012                                    | Plaquette Pater Castorius | Joost Jeuken                                                   | Maastricht-Centrum (Binnenstad)                                         | Plankstraat 7                                                                                      | brons                                       |                                             |
| 2013                                    | Graanvrouwe van Limmel | Marianne van der Bolt Frits van Roon                           | Maastricht-Oost (Limmel)                                                | Emmausstraat-Balijeweg                                                                             |                                             |                                             |
| 2015                                    | Engel (met gedicht van Henri Looymans) | Anke van Kooten                                                | Maastricht-Centrum (Jekerkwartier)                                      | Achter de Oude Minderbroeders / Sint Bernardusstraat                                               | brons                                       |                                             |
| 2016                                    | Armeense kruissteen (chatsjkar) | Hovhannes Torosian                                             | Maastricht-Centrum (Binnenstad)                                         | Het Vagevuur                                                                                       | Armeens tufsteen                            |                                             |
| 2016                                    | Monument paardengraf | Adri Verhoeven                                                 | Maastricht-Noordoost (Borgharen)                                        | Pasestraat                                                                                         | grindblokken                                |                                             |
| 2018                                    | "Engel van Maastricht" | Wil van der Laan                                               | Maastricht-Oost (Wittevrouwenveld)                                      | Scharnerweg / Groene Loper                                                                         | brons                                       |                                             |
| 2019                                    | Monument voor Zinloos geweld |                                                                | Maastricht-West                                                         | Tongerseweg, Algemene Begraafplaats Tongerseweg                                                    | marmer                                      |                                             |
| 2020                                    | "Politics of Dialogue: The Merry-Go-Round" | Nadim Karam                                                    | Maastricht-Oost (Amby)                                                  | Discusworp (UWC Maastricht)                                                                        |                                             |                                             |
| 2023                                    | "Le Dialogue" | Les Deux Garçons                                               | Maastricht-Centrum (Statenkwartier)                                     | Dr. Frans Fouquetstraat (binnentuin Miller)                                                        | brons                                       |                                             |
| onbekend (17e-20e eeuw)                 | Christus als Goede Herder | onbekend                                                       | Maastricht-Centrum (Jekerkwartier)                                      | Grote Looiersstraat                                                                                |                                             |                                             |
| onbekend (20e eeuw)                     | H. Walburga | onbekend                                                       | Maastricht-Oost (Amby)                                                  | Ambyerstraat Noord                                                                                 |                                             |                                             |
| onbekend (20e eeuw)                     | Kruispunt | Esmeralda Kostons                                              | Maastricht-Oost (Scharn)                                                | hoek Mgr. Soudantstraat en Secretaris Wijnandsstraat                                               |                                             |                                             |
| onbekend (20e eeuw)                     | Maria Zetel der Wijsheid (bidweg Sterre der Zee) | Jean Weerts                                                    | Maastricht-Centrum (Jekerkwartier)                                      | Lenculenstraat/Verwerhoek                                                                          |                                             |                                             |
| onbekend (20e eeuw)                     | Monnik met duif | Frans Timmermans                                               | Maastricht-Centrum (Kommelkwartier)                                     | Polvertorenstraat (verpleeghuis Klevarie)                                                          | kunststeen                                  |                                             |
| onbekend (20e eeuw)                     | Maria met kind | onbekend                                                       | Maastricht-Centrum (Binnenstad)                                         | Grote Gracht                                                                                       |                                             |                                             |
| onbekend (20e eeuw)                     | Maria (Maagd der armen?) | onbekend                                                       | Maastricht-Centrum (Statenkwartier)                                     | Capucijnengang                                                                                     |                                             |                                             |
| onbekend (20e eeuw)                     | D'Artagnan (mozaïek) | H. Meertens                                                    | Maastricht-Centrum (Binnenstad)                                         | Aldenhofpark/Tongerseweg                                                                           |                                             |                                             |
| onbekend (20e eeuw)                     | Titel onbekend (gevelversiering met spelende kinderen) | onbekend                                                       | Maastricht                                                              | ? (vm. BGLO school)                                                                                | staal                                       |                                             |
| onbekend (20e eeuw)                     | Onze Lieve Vrouwe van Lourdes |                                                                | Maastricht-Oost (Wittevrouwenveld)                                      | President Rooseveltlaan (Onze-Lieve-Vrouw-van-Lourdeskerk)                                         |                                             |                                             |
| onbekend (20e eeuw)                     | Oorlogsherinneringsmonument | onbekend                                                       | Maastricht-Zuidwest (Jekerdal)                                          | Tongerseweg (vm. tabaksfabriek Philips)                                                            | keramiek                                    |                                             |
| onbekend (20e eeuw)                     | Eikenblad | onbekend                                                       | Maastricht-Zuidwest (Jekerkwartier-Villapark)                           | Sint Pieterskade / Van Heylerhofflaan                                                              | eikenhout                                   |                                             |
| onbekend (20e eeuw)                     | Zusters van Klevarie (reliëf) | Charles Vos                                                    | Maastricht-Centrum (Kommelkwartier)                                     | Klevarieterrein/Polvertorenplein? (zuidelijke muur Calvariënbergkapel)                             | hardsteen                                   |                                             |
| onbekend (20e eeuw)                     | De Goede Herder | onbekend                                                       | Maastricht-Centrum (Binnenstad)                                         | Stokstraat                                                                                         | chamotte                                    |                                             |
| onbekend (20e eeuw)                     | Drie Musketiers | onbekend                                                       | Maastricht-Zuidwest (Jekerdal)                                          | Trocaderostraat                                                                                    |                                             |                                             |
| 20e eeuw                                | Heilig Hartbeeld in gevelnis | onbekend                                                       | Maastricht-Noordoost (Borgharen)                                        | Kerkstraat (voormalig klooster van de Zusters van Roosendaal)                                      |                                             |                                             |
| 20e eeuw                                | Sint Martinus deelt zijn mantel met een bedelaar | onbekend                                                       | Maastricht-Noordoost (Borgharen)                                        | Kerkstraat, (Sint-Corneliuskerk)                                                                   |                                             |                                             |
| 19e eeuw?                               | Wapen van Borgharen | onbekend                                                       | Maastricht-Noordoost (Borgharen)                                        | Schoolstraat (voormalig gemeentehuis)                                                              |                                             |                                             |
| 20e eeuw                                | Spelende kinderen | onbekend                                                       | Maastricht-Noordoost (Borgharen)                                        | Schoolstraat (basisschool)                                                                         |                                             |                                             |
| tussen 2018-2024                        | Afsluitpaal met ridder | onbekend                                                       | Maastricht-Centrum (Jekerkwartier)                                      | Ridderstraat                                                                                       |                                             | Afsluitpaal met ridder                      |